# Ipojucan Lins de Araújo
Ipojucan Lins de Araújo, bekend onder zijn spelersnaam Ipojucan (Maceió, 3 juni 1926 – São Paulo, 19 juni 1978) was een Braziliaans voetballer.

## Biografie
Hij begon zijn jeugdcarrière bij Canto do Rio, een club uit Niterói en werd als elfjarig spelertje al naar de grotere club Vasco da Gama gehaald. In 1944 maakte hij zijn opwachting bij het eerste elftal en speelde nog tien jaar voor de club. Hij won vijf keer het Campeonato Carioca met Vasco en in 1948 het Campeonato Sul-Americano de Campeões, dat wordt gezien als de eerste editie van de Copa Libertadores. In 1955 maakte hij de overstap naar Portuguesa uit São Paulo en won er in 1955 het Torneio Rio-São Paulo mee.
Hij speelde ook negen keer voor het nationale elftal en debuteerde op 20 april 1952 in de laatste wedstrijd van het Pan-Amerikaans voetbalkampioenschap 1952, dat tegen Chili gespeeld werd. Chili had aan een gelijkspel genoeg om het toernooi te winnen, maar Brazilië won met 3-0 en won zo de trofee. Zijn laatste wedstrijd was in 1955.
Ipojucan leed aan nierfalen en was een van de eersten in Brazilië die een niertransplantatie kreeg. Hij overleed echter aan de gevolgen hiervan in juni 1978.